# Запис Милутиновића крушка (Бусиловац)
Запис Милутиновића крушка (Бусиловац) се налази на парцели чији је власник Милутиновић Момчило.

## Локација
| Општина             | Параћин                                                                     |
| Катастарска општина | Бусиловац                                                                   |
| Потес               | Коса                                                                        |
| Координате          | 43° 48′ 29″ С; 21° 29′ 08″ И / 43.808100000000003° С; 21.485499999999998° И |
| Надморска висина    | 230m                                                                        |

## Карактеристике
Дендрометријске вредности утврђене на терену и сателитским снимцима:
| Стабло                     | Крушка |
| Висина стабла              | m      |
| Обим дебла                 | m      |
| Пречник крошње             | 16m    |
| Пречник дебла              | m      |
| Висина дебла до прве гране | m      |

## База записа
Запис је у оквиру Викимедија пројекта "Запис - Свето дрво" заведен под редним бројем 0328.